# Vitalija Vonžutaitė
Vitalija Vonžutaitė (* 29. Januar 1980 in Kaunas) ist eine litauische Politikerin, Mitglied des Seimas.

## Leben
Von 1986 bis 1991 besuchte Vonžutaitė die Grundschule Tirkiliškiai, von 1991 bis 1998 das Jesuitengymnasium Kaunas. Nach dem Abitur absolvierte sie von 2000 bis 2004 das Bachelorstudium des Managements und der Wirtschaft an der Technischen Universität Kaunas. Von 1998 bis 2001 arbeitete sie bei der UAB Conangym als Konsultantin, stellvertretende Direktorin und Direktorin. Von 2002 bis 2004 war sie Direktorin der Filiale Kaunas von Lietuvos verslo darbdavių konfederacija, von 2005 bis 2006 und von 2007 bis 2009 stellvertretende Leiterin des Büros von Darbo partija. Von 2006 bis 2007 arbeitete sie bei der UAB Sabelijos prekyba. Von 2007 bis 2011 war sie im Seimas Assistentin von Saulius Girdauskas und danach von Vydas Gedvilas, von 2009 bis 2011 Direktorin der UAB "Horo.lt". Seit Dezember 2012 ist sie Mitglied des Seimas.
Sie ist Mitglied von Darbo partija.
Vonžutaitė ist verheiratet. Mit Mann Sergejus hat sie den Sohn Faustas. 